# David Torres (escritor)
David Torres Ruiz (Madrid, 9 de diciembre de 1966) es un escritor, guionista y columnista español. Sus obras han recibido diversos premios, entre los que destacan el Hammett, el Logroño, y el Premio Ateneo de Valladolid, y han sido traducidas a varios idiomas.

## Biografía
Licenciado en Filología Hispánica por la Universidad Autónoma de Madrid, ganó su primer premio literario en 1999 con Nanga Parbat, tras haber publicado diversos relatos y poemas en las revistas Cartographica, Poeta de Cabra y Ariadna. La novela se convertiría en el título más traducido de Ediciones Desnivel, contando con versiones en francés, polaco e italiano. Cinco días después del premio Desnivel, Torres conseguía también el SIAL de Narrativa con el relato Donde no irán los navegantes.
Al año siguiente y en la misma editorial sale Los huesos de Mallory, escrita en colaboración con Rafael Conde, una biografía del escalador desaparecido junto con el británico Andrew Irvine en el intento al Everest de 1924.
La novela El mar en ruinas (2005), donde revisita el mito homérico de Odiseo, cosechó algunos encendidos elogios, los cuales, sin embargo, no fueron unánimes.
Robando tiempo a la muerte (2006), libro escrito junto a Sebastián Álvaro, director de Al filo de lo imposible, pretendía, según sus autores, «analizar, desde la perspectiva de una dilatada experiencia de más de dos décadas, los motivos y razones que nos lanzaron a abrazar esta actividad (de aventureros profesionales) intentando transmitir, a través de más de 100 aventuras en todo el planeta, los intensos sentimientos que nos provoca».
La sangre y el ámbar, publicado el mismo año, narra un viaje a Polonia realizado con el pretexto de entrevistar a Stanisław Lem.
Además de novelas y libros de viaje, Torres ha publicado recopilaciones de relatos, como Donde no irán los navegantes (1999) o Cuidado con el perro (2002) y también los poemarios Londres (2003) y Horizonte de sucesos (2019).
De la novela Punto de fisión (2011), Ángel Basanta ha destacado «la riqueza semántica encerrada en sus múltiples aspectos temáticos, la variedad de asuntos entrelazados en su laberinto de historias, y la diversidad y versatilidad de modelos narrativos empleados».
Todos los buenos soldados (2014) es una novela que se sitúa en la guerra de Ifni durante la nochevieja de 1957, cuando el cómico Miguel Gila actuó allí para animar a los soldados españoles.
En Palos de ciego (2017) David Torres rememora a su hermano mayor, también llamado David, que vivió solo un día tras nacer en una clínica que practicaba el robo de bebés. Paralelamente, desarrolla la construcción de una novela sobre una matanza de juglares ciegos en la Rusia de Stalin. El crítico Nadal Suau ha elogiado «la elegancia con que [las dos líneas narrativas] se conectan y multiplican desde el primer momento, con una naturalidad sorprendente».
En 2020 publica Cartas a las novias perdidas. La mujer que no entendía el mundo (2023) se desarrolla como una investigación acerca de la vida y personalidad de la alemana Sonja Graf, campeona de ajedrez y exiliada del nazismo que escandalizó a la sociedad de su tiempo por su vida independiente y licenciosa. 

## Novelas de Roberto Esteban
Roberto Esteban apareció por primera vez en El gran silencio (Finalista premio Nadal 2003). Se trata de un excampeón de boxeo de los pesos medios, reducido a ganarse la vida como matón a sueldo, sin más amistades que su camarero Sebas y un diminuto pez luchador tailandés, el Señor Rodríguez. Cuando Esteban acepta el encargo de proteger a Laura, una joven bailarina amenazada de muerte, se ve arrastrado a una peligrosa aventura que lo llevará desde los suburbios de Madrid hasta las playas de Mallorca.
Las aventuras de Roberto Esteban continuaron en Niños de tiza (2008), galardonada con el XXX premio Tigre Juan y el premio Hammett en la Semana Negra de Gijón de 2009. Un oscuro asunto de recalificación de terrenos en el Madrid aspirante a los juegos olímpicos devuelve a Esteban al barrio de su infancia, dando pie a rememorar los años finales de la dictadura en la periferia capitalina, entre traficantes de heroína, curas rojos y bandas callejeras.
Nieve negra (2024) es la tercera novela de la saga.  Viejo, cansado, medio cojo, Roberto Esteban, antiguo campeón europeo del peso medio, trabaja de portero en una discoteca. Una noche invernal se ve envuelto en una pesquisa por homicidio que desemboca en una terrible guerra de bandas. Acompañado de Gabriela, una joven delincuente hondureña, emprenderá una fuga desquiciada que lo lleva primero hasta Benidorm y luego al corazón de la sierra madrileña, donde su pasado se funde con el rastro del asesino.

## Actividad profesional
David Torres se convirtió en columnista de El Mundo en 2004. Desde julio de 2012 escribe regularmente en la sección de opinión del diario Público.
Ha trabajado como guionista del programa de televisión de TVE-2 Al filo de lo imposible y como colaborador habitual de las revistas literarias Ariadna, Anónima y La Bolsa de Pipas. Es comentarista político en el programa El Tablero de Canal RED.
Reside en Madrid y es profesor del Taller de Escritura Creativa Fuentetaja.

## Obras

### Novelas
- Nanga Parbat. Desnivel Ediciones, Madrid, 1999
- Los huesos de Mallory. Fragmentos para una arqueología del Everest. Coautor con Rafael Conde. Desnivel ediciones, Madrid, 2000
- El gran silencio. Ediciones Destino, Barcelona, 2003.[9](Primer título de la serie de Roberto Esteban.)
- El mar en ruinas, novela, Ediciones Destino, Barcelona, 2005
- Niños de tiza. Algaida, Sevilla, 2008[16][17](Segundo título de la serie de Roberto Esteban.)
- Punto de fisión. Algaida, Sevilla, 2011
- Todos los buenos soldados. Planeta, Barcelona, 2014.
- Palos de ciego. Círculo de Tiza, Madrid 2017.
- Cartas a las novias perdidas. Algaida, Sevilla 2020.
- La mujer que no entendía el mundo. Pasión y sombra de Sonja Graf. Reino de Cordelia, Madrid 2023.
- Nieve negra. Reino de Cordelia, Madrid 2024. (Tercer título de la serie de Roberto Esteban)

### Relatos
- Donde no irán los navegantes. SIAL ediciones, Madrid 1999[18]
- Cuidado con el perro. Ed. La bolsa de pipas. Palma de Mallorca, 2002
- Dos toneladas de pasado. Editorial Sloper, Palma de Mallorca, 2014.

### Poesía
- Londres. Calima Ediciones, Palma de Mallorca, 2003
- Horizonte de sucesos. Ars Poetica, Oviedo, 2019.

### Libros de viaje
- La sangre y el ámbar. Viaje a Polonia con subtítulos. Ediciones B, Barcelona, 2006
- Robando tiempo a la muerte. Con Sebastián Álvaro, Pearson Educación, 2006

### Ensayo
- Bellas y bestias. Retratos del natural, Editorial Sloper, 2008
- Por orden de desaparición. Editorial Sloper, Palma de Mallorca, 2017.

### Libros colectivos
- Siete crímenes casi perfectos, Editorial Debate, Barcelona, 2009 [19]
- Aquelarre. Antología del cuento de terror español actual ISBN 978-84-15065-02-9.
- Yo soy más de series; 60 series que cambiaron la historia de la televisión. Fernando Ángel Moreno (ed.). Granada: Esdrújula Ediciones, 2015.

## Galardones
- Primer Premio Desnivel de Literatura de Montaña, Viajes y Aventura 1999, por Nanga Parbat
- Premio SIAL 1999 por Donde no irán los navegantes
- Finalista del Premio Nadal 2003 con El gran silencio[20]
- Premio del IV Certamen del Libro Deportivo Marca por Robando tiempo a la muerte (2006), libro escrito con Sebastián Álvaro
- Premio Tigre Juan 2007 por Niños de tiza
- Premio Hammett 2009 por Niños de tiza (ex aequo con Guillermo Saccomanno)[21]
- Premio Logroño de Novela 2010 por Punto de fisión[22]
- Premio Ateneo de Valladolid 2019 por Cartas a las novias perdidas (Título provisional: Dos hermanos) [23]